# Daniel Drucker
Daniel Charles Drucker (* 3. Juni 1918 in New York City; † 1. September 2001 in Gainesville, Florida) war ein US-amerikanischer Ingenieurwissenschaftler, der für Beiträge zur Plastizitätstheorie und Spannungsoptik bekannt ist.

## Leben
Drucker studierte Bauingenieurwesen an der Columbia University und wurde 1940 bei Raymond D. Mindlin über Spannungsoptik promoviert. Danach lehrte er bis 1943 an der Cornell University, bevor er zur Armour Research Foundation (am Illinois Institute of Technology) wechselte und im Zweiten Weltkrieg bei der US Air Force diente. Ab 1947 war er an der Brown University, wo er teilweise mit dem dortigen Professor William Prager seine grundlegenden Arbeiten zur Plastizitätstheorie ausführte. Ab 1968 war er Dekan für Ingenieurwissenschaften an der University of Illinois. Ab 1984 war er Professor an der University of Florida, wo er 1994 in den Ruhestand ging.
In der Plastizitätstheorie ist das Drucker-Prager-Modell und das Drucker Stabilitäts-Postulat nach ihm benannt. Er wandte die Plastizitätstheorie sowohl auf Metalle als auch in der Bodenmechanik an, wobei er auch mit David Henkel in der Interpretation seiner grundlegenden Triaxialversuche an Ton zusammenarbeitete.
Er war 1981/2 Präsident der American Academy of Mechanics (AAM) und außerdem Präsident der International Union of Theoretical and Applied Mechanics, der American Society of Mechanical Engineers (ASME), der Society for Experimental Mechanics (SEM) und der American Society for Engineering Education (ASEE). Er erhielt die von Karman Medal der American Society of Civil Engineers (ASCE). 1988 erhielt er die National Medal of Science, die Timoschenko-Medaille der ASME, die Egleston und Ilig Medaille der Columbia University und er erhielt 1983 die erste William Prager Medal. Er war mehrfacher Ehrendoktor, unter anderem der Brown University, des Technion, der University of Illinois at Urbana-Champaign. Drucker war Mitglied der American Academy of Arts and Sciences (1955), der National Academy of Engineering und auswärtiges Mitglied der Polnischen Akademie der Wissenschaften. Er war Ehrenmitglied der ASME und der SEM.
Zwölf Jahre lang war er Herausgeber des Journal of Applied Mechanics.
Er war seit 1939 bis zu ihrem Tod 2000 mit Ann Bodlin verheiratet, mit der er einen Sohn und eine Tochter hatte.

## Daniel C. Drucker Medal
Die Daniel C. Drucker Medal wird zu seinen Ehren seit 1998 vom ASME vergeben.
- 1998 Daniel C. Drucker
- 1999 Ascher H. Shapiro
- 2000 Philip G. Hodge
- 2001 Bruno A. Boley
- 2002 George J. Dvorak
- 2003 Leon M. Keer
- 2004 Frank A. McClintock
- 2005 Robert L. Taylor
- 2006 Alan Needleman
- 2007 Albert S. Kobayashi
- 2008 Thomas C. T. Ting
- 2009 James R. Barber
- 2010 Rohan Abeyaratne
- 2011 John W. Rudnicki
- 2012 James W. Dally
- 2013 Yonggang Huang
- 2014 Lallit Anand
- 2015 Krishnaswamy Ravi-Chandar
- 2016 Kyung-Suk Kim
- 2017 David Parks
- 2018 David Barnett
- 2019 John Bassani
- 2020 Glaucio H. Paulino
- 2021 Markus J. Buehler
- 2022 Horacio Espinosa
- 2023 Arun Shukla
- 2024 Pradeep Sharma
- 2025 Hanqing Jiang[9]